# Mascarpone
Il mascarpone (pronuncia: [maskarˈpoːne]) è un latticino ricavato dalla lavorazione di panna e acido citrico. È riconosciuto dal Ministero delle politiche agricole alimentari e forestali come prodotto agroalimentare tradizionale italiano.
Si presenta come una crema morbida di colore bianco o giallo chiaro, contraddistinta da una consistenza affine a quella del gelato, con un sapore delicato e richiami all'aroma leggermente acido della panna e del latte fresco. Le sue applicazioni in cucina sono numerose: oltre a essere diffusamente impiegato nella preparazione di diversi piatti dolci e salati, il mascarpone ha contribuito alla popolarità del tiramisù, di cui rappresenta un ingrediente essenziale; inoltre, dal momento che il suo processo produttivo non prevede l'uso del caglio, è considerato un alimento adatto alla dieta vegetariana. 
Il nome discende dal termine lombardo mascherpa (pronuncia: [masˈkɛrpa]) o mascarpa (pronuncia: [masˈkarpa]), di etimo incerto.

## Storia

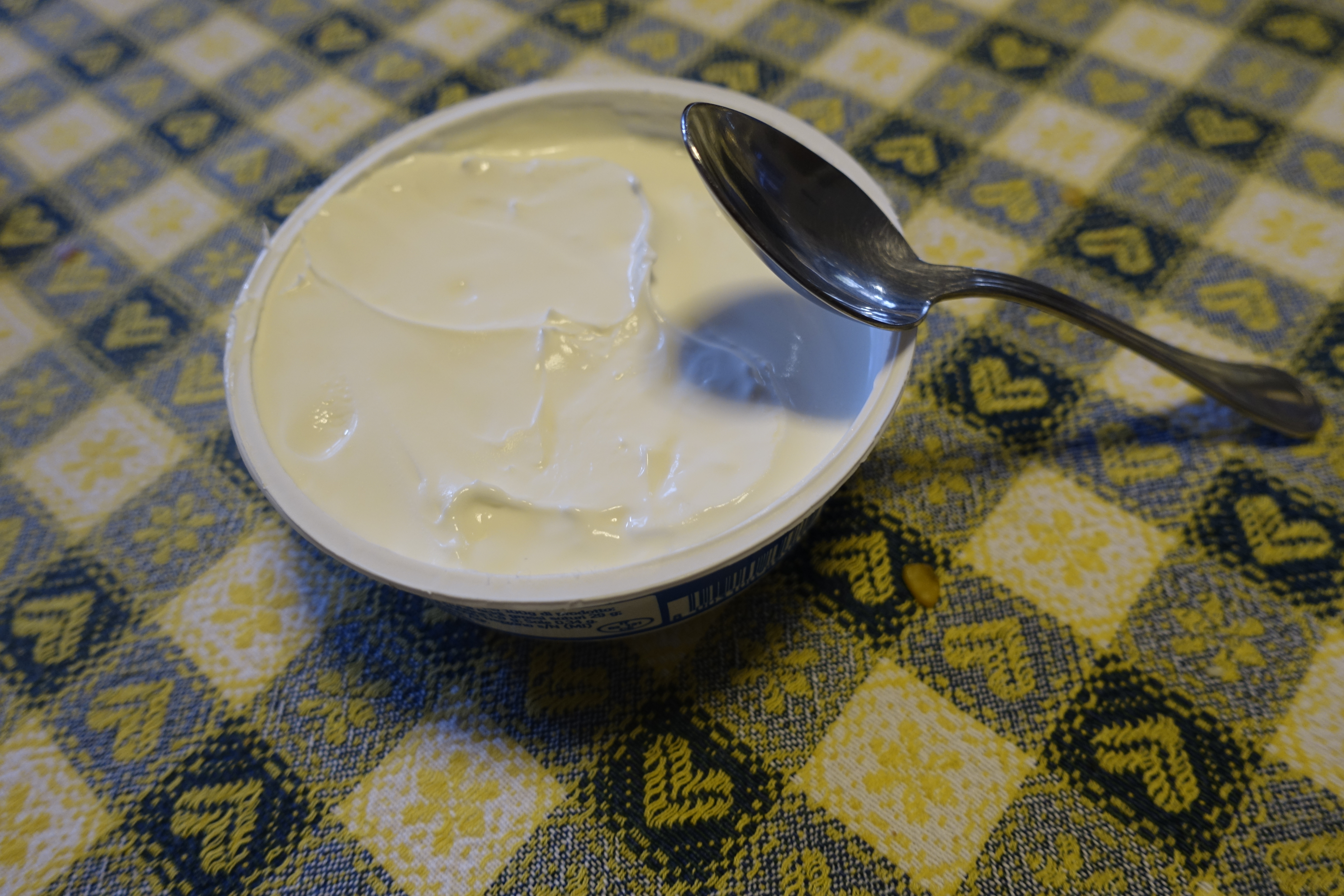
Vasetto di mascarpone di produzione industriale

Sulle origini precise di questo derivato del latte vi è qualche incertezza, ma la sua produzione e il suo consumo risalgono sicuramente a diversi secoli fa. Anche l'origine del suo nome è incerta: si pensa che derivi da mascherpa, termine dialettale per indicare la panna, ovvero il suo ingrediente principale, ma qualcuno ritiene che il nome sia correlato all'espressione más que bueno («più che buono»), pronunciata da un nobile iberico dopo averlo mangiato durante periodo della dominazione spagnola a Milano. Oltre a ciò, nel 1893 quando Alexandre Dumas figlio assaggiò il mascarpone affermò: «il est superbe!».
Secondo il giornalista e scrittore lombardo Gianni Brera, il nome esatto del prodotto dovrebbe piuttosto essere «mascherpone», derivando a suo dire da Cascina Mascherpa, una località non meglio individuata che si trova, o si trovava, nella Bassa padana al confine tra le province di Lodi, Milano e Pavia. Mascherpa, vocabolo dialettale di etimo incerto che indica la ricotta, è inoltre un cognome diffuso nella medesima area geografica.
Al pari della raspadüra, un'altra specialità della gastronomia lodigiana, il mascarpone nacque come cibo povero per esigenze strettamente utilitaristiche: si trattava infatti di un espediente per sfruttare e immagazzinare il latte e la panna scartati da lavorazioni casearie più remunerative, in modo tale che non andassero sprecati. Tradizionalmente veniva prodotto solo durante la stagione fredda, da novembre a marzo, in quanto le basse temperature contribuivano in maniera determinante a rallentare l'ossidazione dei lipidi, l'indesiderata fermentazione del composto e il suo conseguente deperimento. La successiva introduzione delle tecnologie finalizzate alla conservazione degli alimenti ha trasformato il mascarpone in un prodotto di largo consumo, più redditizio sotto il profilo commerciale e reperibile tutto l'anno anche presso la grande distribuzione organizzata.
A livello artigianale, la coagulazione era innescata attraverso l'aggiunta di succo di limone o aceto.

## Caratteristiche

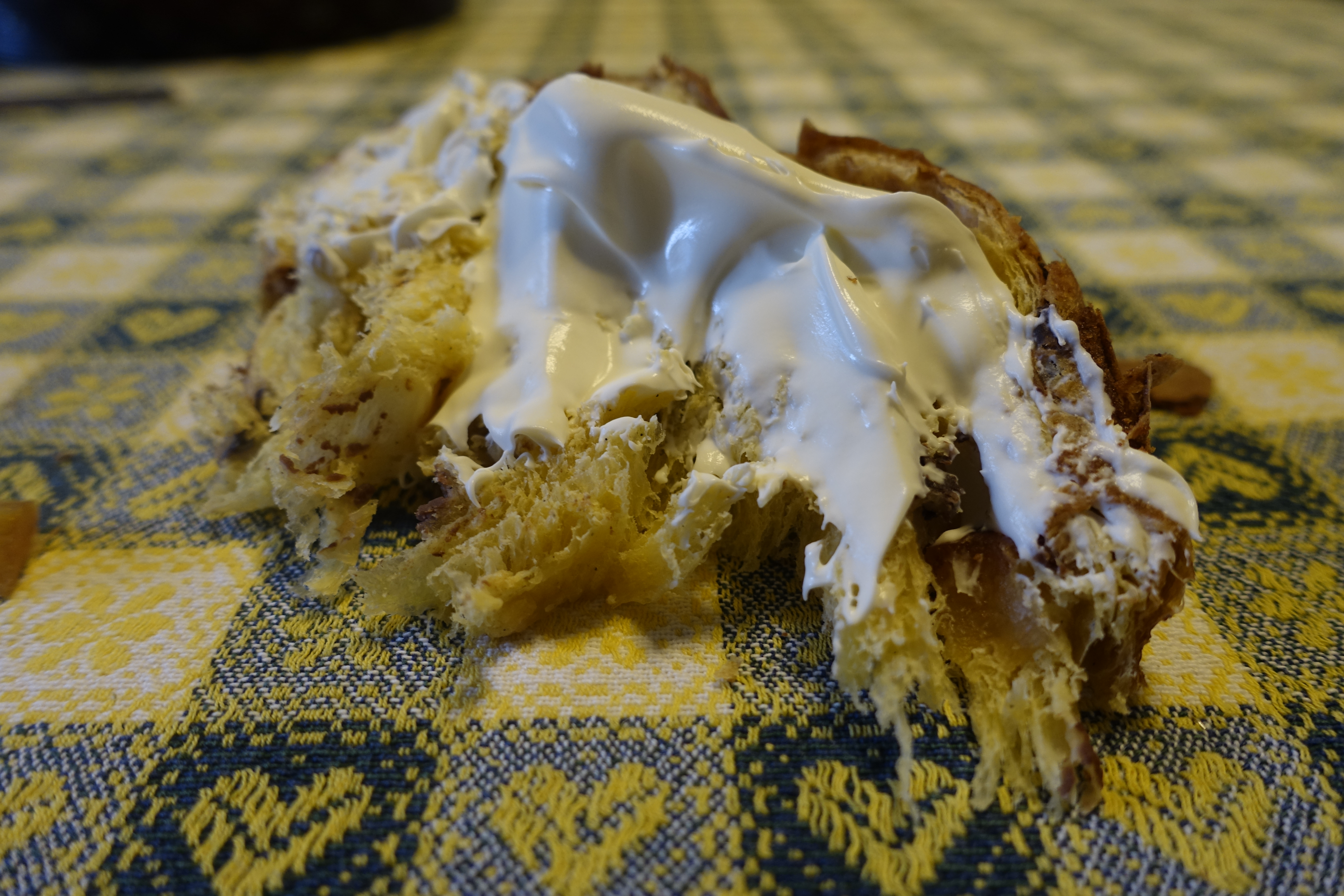
Fetta di panettone guarnita con mascarpone

Il mascarpone ha l'aspetto di una crema di colore bianco o giallo chiaro, connotata da una consistenza densa, vellutata e omogenea ma non troppo compatta, simile a quella del gelato artigianale al fiordilatte. Il suo profumo è tenue, mentre il sapore risulta delicatamente dolce con un peculiare retrogusto acidulo, sostenuto da aromi di panna, burro e latte fresco a cui talvolta si affiancano lievi sentori di fieno e frutta secca.
La frazione lipidica si attesta in genere fra il 35% e il 42%, ma nelle migliori lavorazioni artigianali può superare il 50%: si tratta dunque di un prodotto estremamente grasso, caratterizzato da un considerevole apporto energetico (circa 450 kcal/100 g) e da un contenuto molto elevato di colesterolo. Deve essere consumato fresco giacché tende a irrancidire rapidamente.

## Processo produttivo e classificazione
Per la produzione viene di norma impiegato il latte della mungitura del mattino che, appena giunto in caseificio, viene sottoposto a centrifugazione per ottenere la panna con una proporzione di grasso intorno al 35%. Il latte utilizzato è solitamente pastorizzato; a livello industriale si aggiunge anche un correttore di acidità per equilibrare l'acido citrico. Alla coagulazione segue la sgocciolatura del siero con filtraggio del mascarpone.
Il mascarpone è un latticinio che presenta alcune caratteristiche di formaggio e altre che lo escludono da questa classificazione. Infatti, a differenza della quasi totalità dei formaggi italiani, che vengono realizzati tramite coagulazione presamica, ossia attraverso l'aggiunta di caglio al latte, il mascarpone viene prodotto tramite la coagulazione acido-termica della panna, cioè attraverso l'aggiunta di acido citrico – oppure, seppure meno usati, altri acidi organici come l'acetico o il tartarico – e lavorazione per 5 o 10 minuti ad alta temperatura, anche fino a 90-95 °C.
Tale differente coagulazione è la causa della consistenza cremosa del mascarpone. Poiché avviene la coagulazione della caseina presente, il mascarpone potrebbe essere considerato un formaggio, non come semplice latticinio. Tuttavia il MIPAAF lo classifica come prodotto (di origine animale) lattiero-caseario avendolo inserito tra i PAT e non tra i formaggi. Questo perché, dal punto di vista microbiologico, non è il risultato di una fermentazione lattica, requisito fondamentale del formaggio, quanto di una coagulazione acido-termica.

## Cucina
Unito a liquore, caffè, biscotti, zucchero, crema di latte (detta anche panna liquida) e uova è alla base della preparazione di molte creme dolci. È uno degli ingredienti fondamentali nella preparazione del tiramisù. La crema di mascarpone è molto diffusa in Emilia-Romagna come dolce da servire in coppa.
Non essendo prodotto con caglio, è utilizzato nella cucina vegetariana.

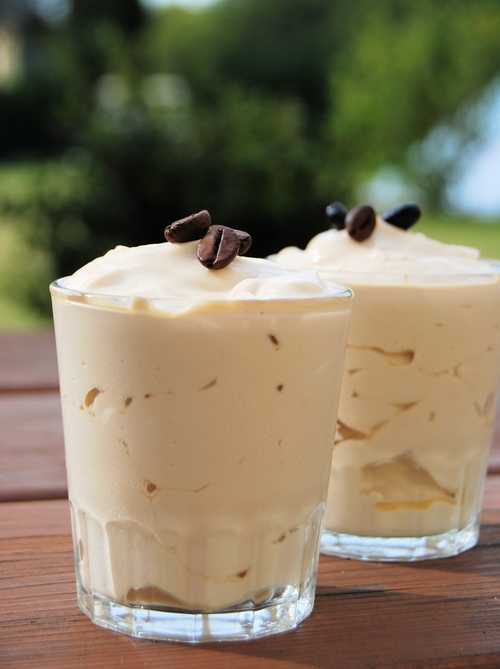
Dolce al bicchiere a base di crema di mascarpone al caffè

### Annotazioni
1. ↑  In alternativa all'acido citrico, è possibile ricorrere ad altri acidi organici quali l'acido acetico e l'acido tartarico.
2. ↑  Infatti, è un latticino a coagulazione acida, non presamica.

### Fonti
1. ↑   Luciano Canepari, mascarpone, in Il DiPI: dizionario di pronuncia italiana, Bologna, Zanichelli, 1999, ISBN 88-08-09344-1.
2. 1 2 3   Mascarpone, in Treccani.it – Vocabolario Treccani on line, Roma, Istituto dell'Enciclopedia Italiana. URL consultato l'11 novembre 2021.
3. 1 2 3 4 5 6 7 8 9 10   Dario Bressanini, Le ricette scientifiche: mascarpone fai-da-te, su bressanini-lescienze.blogautore.espresso.repubblica.it, 16 aprile 2012. URL consultato il 12 novembre 2021.
4. 1 2   Ventunesima revisione dell'elenco dei prodotti agroalimentari tradizionali, su politicheagricole.it, Ministero delle politiche agricole alimentari e forestali, 3 marzo 2021. URL consultato l'11 novembre 2021.
5. 1 2  Bastianich, p. 107.
6. 1 2 3 4 5   Mara Nocilla, Mascarpone, su gamberorosso.it, Gambero Rosso, 2 dicembre 2019. URL consultato il 17 novembre 2021.
7. 1 2 3 4   Valerio Guiggi, Mascarpone: cos'è, come si fa e perché non è un formaggio, su tuttogreen.it, 14 marzo 2017. URL consultato il 12 novembre 2021.
8. ↑  Veronelli, p. 31.
9. 1 2   Maddalena Baldini, Il mascarpone cremosa delizia tutta lombarda, in Il Giorno, 10 gennaio 2020. URL consultato il 16 gennaio 2023 (archiviato il 10 gennaio 2020).
10. ↑   Simona Recanatini e Sonia Sassi, cap. Dolci - Crema di mascarpone, in I piatti delle feste: sapori e ricette della tradizione per festeggiare a tavola da Carnevale a Natale, Edizioni Gribaudo, 2018, ISBN 8858044266.
11. ↑   Mascarpone, la tesi di Brera, in La Provincia Pavese, 24 dicembre 2017. URL consultato il 16 gennaio 2023 (archiviato il 16 gennaio 2023).
12. ↑  Pezzini, voce «maschèrpa».
13. ↑   Mascherpa – Origine del cognome, su cognomix.it. URL consultato il 16 gennaio 2023 (archiviato il 16 giugno 2021).
14. ↑   Caterina Pinarelli, Il Mascarpone - Il Latte, su lattenews.it, 6 giugno 2008. URL consultato il 21 Novembre 2017.
15. ↑  http://www.formaggio.it/formaggi-grassi/il-mascarpone-e-un-formaggio-dissertazione-sul-tema-baldwin-del-prato-e-la-normativa-italiana